# SESI São Paulo
SESI São Paulo ist ein brasilianischer Sportverein aus São Paulo, dessen Volleyball-Männer seit 2009 und -Frauen seit 2011 in der brasilianischen Superliga spielen. Weitere Sportarten sind Triathlon, Basketball, Schwimmen, Leichtathletik, Judo und Wasserball.

## Volleyball Männer
Bekannte brasilianische Nationalspieler wie Sidnei dos Santos Jr., Murilo Endres, Sérgio Dutra Santos und Rodrigo Santana spielen bei SESI. Die Mannschaft spielt in der brasilianischen Superliga und holte 2011 den Meistertitel. Im selben Jahr gewann man auch die südamerikanische Klubmeisterschaft und belegte bei der Klub-Weltmeisterschaft Platz vier.

## Volleyball Frauen
Die Frauenmannschaft belegte in ihrer ersten Saison mit den Nationalspielerinnen Danielle Lins und Wélissa Gonzaga den fünften Platz in der brasilianischen Superliga.